# 中国共产党中央局
中国共产党中央局是中国共产党历史上的中央领导机构。以中国共产党中央局为名的中共中央领导机构曾经有两个。

## 中国共产党中央局（1921年-）
中国共产党第一次全国代表大会（1921年7月）時建立的中央领导机构。由于当时中共党员人数僅50多人，没有建立中央执行委员会或中央委员会，而以中央局為領導機構，會議中選舉由三人组成的中央局，陈独秀为书记、张国焘为组织主任、李达为宣传主任，地点位于上海。

## 中国共产党中央局（1933年-1934年）
1933年中共临时中央政治局受共产国际指示由上海迁往中共中央苏区，1933年1月30日与当地的苏区中央局合并，成为苏区领导机构，机构总负责人为博古,1934年1月4日，随着周恩来、朱德抵达中央苏区，“中共中央局”名称停用。1934年1月15日至18日，中共六届五中全会选举出新的中央委员会，对中央机构进行改组，“中共中央局”即告正式结束。